# Коноцибе нежная
Коно́цибе не́жная (лат. Conocybe tenera) — вид грибов из семейства Больбитиевые (Bolbitiaceae).

## Таксономия

### Синонимы
- Agaricus tener Schaeff., 1774
- Derminus tener (Schaeff.) J. Schröt., 1889
- Galera tenera (Schaeff.) P. Kumm., 1871
- Galera tenera f. microspora J.E. Lange, 1938
- Galera tenera f. tenella J.E. Lange, 1938
- Galera tenera f. typica Kühner, 1935
- Galerula tenera (Schaeff.) Murrill, 1917

## Описание
- Шляпка 1—2 см в диаметре, в молодом возрасте конической, затем колокольчатой и выпуклой формы, красновато-коричневого или беловато-коричневого цвета. Край шляпки рубчатый.
- Мякоть гигрофанная, светло-коричневого цвета, без особого вкуса и запаха.
- Гименофор пластинчатый, пластинки довольно редкие, узко-приросшие к ножке, охристо-коричневого цвета.
- Ножка 3—8,5 см длиной и 0,05—0,2 см толщиной, почти ровная, прямая, обычно темнее шляпки или одного цвета с ней. Кольцо отсутствует.
- Споровый порошок красновато-коричневого цвета. Споры 7—10×5—7 мкм, эллиптической формы, с порой прорастания.
- Несъедобна. По некоторым данным, ядовита.

## Ареал и экология
Встречается обычно небольшими группами, в Северной Америке и Европе, на полянах, лугах. Сапротроф.